# ヴァイダ・ブルー
ヴァイダ・ロシェル・ブルー（Vida Rochelle Blue, 1949年7月28日 - 2023年5月6日）は、MLBのプロ野球選手。ポジションは投手。アメリカ合衆国ルイジアナ州マンスフィールド出身。

## 経歴

### オークランド・アスレチックス
1967年のMLBドラフトでカンザスシティ・アスレチックスから2巡目に指名を受け入団。球団は1968年にオークランドに移転。1969年7月20日のカリフォルニア・エンゼルス戦でメジャーデビュー。1970年は開幕をマイナーで迎えたが、AAA級で12勝3敗・防御率2.17、133イニングで165奪三振を記録し、9月に昇格。9月11日のカンザスシティ・ロイヤルズ戦で8回2死までノーヒットに抑え、1安打でメジャー初完封勝利。9月21日のミネソタ・ツインズ戦では1四球のみでノーヒットノーランを達成した。
1971年は初の開幕投手を務め敗戦投手となるが、次の試合から5完封を含む10連勝。7月9日のエンゼルス戦では勝利こそ付かなかったが11イニングで17奪三振を記録するなど、前半戦で17勝3敗・防御率1.42・188奪三振の好成績を挙げ、オールスターゲームに初選出され先発投手を務めた。24勝8敗・防御率1.82・301奪三振、共にリーグトップの8完封・WHIP0.95を記録して最優秀防御率のタイトルを獲得し、チームの地区優勝に貢献。ボルチモア・オリオールズとのリーグチャンピオンシップシリーズでは第1戦に先発するが7回5失点で敗戦投手となり、チームは3連敗で敗退した。オフにMVPとサイ・ヤング賞を同時に受賞した。1972年は故障で出遅れ、打線の援護にも恵まれず6勝10敗だったが、防御率2.80・4完封を記録。チームは地区連覇を果たし、デトロイト・タイガースとのリーグチャンピオンシップシリーズではリリーフとして4試合に登板。第5戦では6回から登板して4イニングを無失点に抑えてセーブを記録し、チームは1931年以来41年ぶりのリーグ優勝。シンシナティ・レッズとのワールドシリーズでは第1戦でセーブを挙げる。第4戦では8回のピンチでリリーフするが逆転打を浴び、第6戦では先発するが敗戦投手。チームは4勝3敗で42年ぶりのワールドチャンピオンに輝いた。1973年は後半戦で11勝を挙げ、20勝9敗・防御率3.28を記録し、チームの地区3連覇に貢献。オリオールズとのリーグチャンピオンシップシリーズでは第1戦に先発するが1回途中4失点の乱調で敗戦投手。第4戦では6回まで2安打無失点に抑えたが7回に集中打を浴びて降板。ニューヨーク・メッツとのワールドシリーズでは第2戦と第5戦に先発。勝利は挙げられなかったが、チームはワールドシリーズ連覇を達成した。1974年は開幕4連敗を喫するがその後は復調し、17勝15敗・防御率3.25の成績でチームは地区4連覇。オリオールズとのリーグチャンピオンシップシリーズでは第3戦に先発し、2安打完封でジム・パーマーとの投手戦を制してポストシーズン初勝利を挙げ、リーグ3連覇に貢献。ロサンゼルス・ドジャースとのワールドシリーズでは前年と同じ第2戦と第5戦に先発し、またしても勝利は付かなかったが、チームは4勝1敗で史上3度目のワールドシリーズ3連覇の偉業を成し遂げた。1975年は前半戦で12勝を挙げ、4年ぶりにオールスターゲームに選出されて2度目の先発投手を務めた。9月28日のエンゼルス戦ではローリー・フィンガーズら4投手との継投でノーヒッターを達成するなど22勝11敗・防御率3.01を記録し、チームは地区5連覇。ボストン・レッドソックスとのリーグチャンピオンシップシリーズでは第2戦に先発するが4回途中3失点で降板。チームは3連敗で敗退し、ワールドシリーズ4連覇の夢は絶たれた。1976年はフリーエージェント制度の影響で年俸高騰に悩んだオーナーのチャーリー・O・フィンリーが主力選手の放出を画策。6月15日にニューヨーク・ヤンキースへの移籍が成立するが、6月18日に無効となった。後半戦で11勝・防御率1.69を記録し、18勝13敗・防御率2.35の好成績を挙げ、サイ・ヤング賞の投票で6位に入った。1977年は3連覇時の主力が次々とチームを去り一気に弱体化。いずれもリーグワーストの19敗（14勝）・284被安打・119自責点に終わった。

### サンフランシスコ・ジャイアンツ
1978年3月15日にゲーリー・トマソン（後巨人）他6選手プラス30万ドルとの交換トレードで、同じベイエリアに本拠地を置くサンフランシスコ・ジャイアンツに移籍。同年は序盤に6連勝、6月10日から10連勝を記録するなど前半戦で12勝を挙げ、オールスターゲームでは史上初めて両リーグで先発投手を務めた。18勝10敗・防御率2.79を記録し、サイ・ヤング賞の投票で3位に入った。1979年は4月19日のサンディエゴ・パドレス戦でキャリアワーストの10失点ながら勝利投手となる。制球が悪く不安定な投球が続き、14勝を挙げたがリーグワーストの132自責点、キャリアワーストの111四球と不振。1980年は5月9日から7連勝を記録。途中約1ヶ月の離脱もあったが、14勝10敗・防御率2.97と復活した。1981年は9月6日のシカゴ・カブス戦で7回1死からビル・バックナーに打たれるまでノーヒットに抑える。この年は50日間に及ぶストライキでシーズンが中断・短縮された影響で8勝に留まった。

### 以後
1982年開幕直前の3月30日に4選手との交換トレードで、1選手と共にカンザスシティ・ロイヤルズに移籍。同年は9月13日のシアトル・マリナーズ戦で6回一死までノーヒットに抑え1安打完封勝利を挙げるなど13勝を記録。1983年は0勝5敗・防御率6.01と良い所がなく8月5日に解雇される。オフに元チームメイトのウィリー・ウィルソン、ウィリー・エイキンズ、ジェリー・マーティンと共にコカイン所持の容疑で逮捕された。11月17日に有罪判決を受け、懲役3ヶ月を言い渡された。
1985年4月6日にジャイアンツと契約。同年のピッツバーグ薬物裁判に関連して大陪審に召喚され、証言した。
1986年4月20日のパドレス戦で通算200勝を達成。10勝・防御率3.27を記録した。オフにフリーエージェントとなり、1987年1月20日に古巣アスレチックスと契約するが、その後突如現役引退を表明した。

## 詳細情報

### 年度別投手成績
| 年 度     | 球 団     | 登 板 | 先 発 | 完 投 | 完 封 | 無 四 球 | 勝 利 | 敗 戦 | セ 丨 ブ | ホ 丨 ル ド | 勝 率 | 打 者 | 投 球 回 | 被 安 打 | 被 本 塁 打 | 与 四 球 | 敬 遠 | 与 死 球 | 奪 三 振 | 暴 投 | ボ 丨 ク | 失 点 | 自 責 点 | 防 御 率 | W H I P |
| --------- | --------- | ----- | ----- | ----- | ----- | -------- | ----- | ----- | -------- | ----------- | ----- | ----- | -------- | -------- | ----------- | -------- | ----- | -------- | -------- | ----- | -------- | ----- | -------- | -------- | ------- |
| 1969      | OAK       | 12    | 4     | 0     | 0     | 0        | 1     | 1     | 1        | --          | .500  | 191   | 42.0     | 49       | 13          | 18       | 1     | 0        | 24       | 1     | 0        | 34    | 31       | 6.64     | 1.60    |
| 1970      | OAK       | 6     | 6     | 2     | 2     | 0        | 2     | 0     | 0        | --          | 1.000 | 147   | 38.2     | 20       | 0           | 12       | 0     | 1        | 35       | 0     | 0        | 12    | 9        | 2.09     | 0.83    |
| 1971      | OAK       | 39    | 39    | 24    | 8     | 2        | 24    | 8     | 0        | --          | .750  | 1207  | 312.0    | 209      | 19          | 88       | 3     | 4        | 301      | 10    | 1        | 73    | 63       | 1.82     | 0.95    |
| 1972      | OAK       | 25    | 23    | 5     | 4     | 1        | 6     | 10    | 0        | --          | .375  | 606   | 151.0    | 117      | 11          | 48       | 3     | 1        | 111      | 2     | 0        | 55    | 47       | 2.80     | 1.09    |
| 1973      | OAK       | 37    | 37    | 13    | 4     | 0        | 20    | 9     | 0        | --          | .690  | 1083  | 263.2    | 214      | 26          | 105      | 2     | 4        | 158      | 15    | 2        | 108   | 96       | 3.28     | 1.21    |
| 1974      | OAK       | 40    | 40    | 12    | 1     | 0        | 17    | 15    | 0        | --          | .531  | 1159  | 282.1    | 246      | 17          | 98       | 7     | 1        | 174      | 9     | 0        | 118   | 102      | 3.25     | 1.22    |
| 1975      | OAK       | 39    | 38    | 13    | 2     | 2        | 22    | 11    | 1        | --          | .667  | 1153  | 278.0    | 243      | 21          | 99       | 4     | 5        | 189      | 4     | 2        | 103   | 93       | 3.01     | 1.23    |
| 1976      | OAK       | 37    | 37    | 20    | 6     | 5        | 18    | 13    | 0        | --          | .581  | 1205  | 298.1    | 268      | 9           | 63       | 3     | 1        | 166      | 5     | 1        | 90    | 78       | 2.35     | 1.11    |
| 1977      | OAK       | 38    | 38    | 16    | 1     | 1        | 14    | 19    | 0        | --          | .424  | 1184  | 279.2    | 284      | 23          | 86       | 5     | 1        | 157      | 11    | 0        | 138   | 119      | 3.83     | 1.32    |
| 1978      | SF        | 35    | 35    | 9     | 4     | 1        | 18    | 10    | 0        | --          | .643  | 1042  | 258.0    | 233      | 12          | 70       | 4     | 0        | 171      | 5     | 0        | 87    | 80       | 2.79     | 1.17    |
| 1979      | SF        | 34    | 34    | 10    | 0     | 1        | 14    | 14    | 0        | --          | .500  | 1041  | 237.0    | 246      | 23          | 111      | 11    | 1        | 138      | 8     | 0        | 143   | 132      | 5.01     | 1.51    |
| 1980      | SF        | 31    | 31    | 10    | 3     | 2        | 14    | 10    | 0        | --          | .583  | 914   | 224.0    | 202      | 14          | 61       | 8     | 0        | 129      | 3     | 2        | 79    | 74       | 2.97     | 1.17    |
| 1981      | SF        | 18    | 18    | 1     | 0     | 0        | 8     | 6     | 0        | --          | .571  | 513   | 124.2    | 97       | 7           | 54       | 3     | 1        | 63       | 7     | 0        | 40    | 34       | 2.45     | 1.21    |
| 1982      | KC        | 31    | 31    | 6     | 2     | 0        | 13    | 12    | 0        | --          | .520  | 773   | 181.0    | 163      | 20          | 80       | 3     | 0        | 103      | 4     | 0        | 80    | 76       | 3.78     | 1.34    |
| 1983      | KC        | 19    | 14    | 1     | 0     | 0        | 0     | 5     | 0        | --          | .000  | 382   | 85.1     | 96       | 12          | 35       | 0     | 2        | 53       | 6     | 2        | 62    | 57       | 6.01     | 1.54    |
| 1985      | SF        | 33    | 20    | 1     | 0     | 0        | 8     | 8     | 0        | --          | .500  | 574   | 131.0    | 115      | 17          | 80       | 1     | 1        | 103      | 8     | 2        | 70    | 65       | 4.47     | 1.49    |
| 1986      | SF        | 28    | 28    | 0     | 0     | 0        | 10    | 10    | 0        | --          | .500  | 663   | 156.2    | 137      | 19          | 77       | 3     | 0        | 100      | 5     | 1        | 65    | 57       | 3.27     | 1.37    |
| MLB：17年 | MLB：17年 | 502   | 473   | 143   | 37    | 15       | 209   | 161   | 2        | --          | .565  | 13837 | 3343.1   | 2939     | 263         | 1185     | 61    | 23       | 2175     | 103   | 13       | 1357  | 1213     | 3.27     | 1.23    |

- 各年度の太字はリーグ最高
- 「-」は記録なし

### タイトル
- 最優秀防御率 1回：1971年

### 表彰・記録
- サイ・ヤング賞 1回：1971年
- シーズンMVP 1回：1971年
- MLBオールスターゲーム選出 6回：1971年, 1975年, 1977年, 1978年, 1980年, 1981年

### 背番号
- 21（1969年 - 同年途中）
- 28（1969年途中 - 同年終了）
- 17（1970年 -同年途中）
- 35（1970年途中 - 1973年途中）
- 14（1973年途中 -1981年、1983年途中 - 1986年）
- 33（1982年 - 1983年）